# Jim Murple Memorial
Jim Murple Memorial est un groupe musical français, originaire de Montreuil, en Seine-Saint-Denis. Il est composé de sept musiciens (contrebasse, cuivres, guitare, batterie, clavier) et d'une chanteuse. Leur inspiration vient des musiques nord américaines et caraïbéennes des années 1940 et 1950.

## Histoire
Le groupe se forme du côté de Montreuil, en Seine-Saint-Denis, en 1996. Après avoir monté leur propre studio d'enregistrement, ils sortent un premier album (Rhythm and Blues jamaïcain) 1998. Reprenant à leurs débuts des standards du ska, du rocksteady et du rhythm and blues, ils interprètent peu à peu leurs propres compositions. Les paroles des chansons sont essentiellement en anglais, avec quelques titres en français.
En 2003, le groupe est endeuillé par le décès du contrebassiste Fabrice Lombardo, juste avant la sortie de Let's Spend Some Love.
Leurs titres sont peu diffusés par les médias. Et bâiller et dormir (d'après Charles Aznavour) ou Qui que l'on soit arrivent tout de même à se frayer un chemin sur les ondes de quelques radios. 
Au fil de leurs tournées, on a pu les voir au Festival des Vieilles Charrues en 2004, au Festival de Dour en 2005, aux Solidays en 2008 et 2013 ou au Printemps de Bourges. Ils sont également passés deux fois en tête d'affiche à l'Élysée-Montmartre à Paris en 2005 et 2006.
Au début des années 2010, le chanteur et guitariste Little Ced (Cédric Zaczek) collabore de plus en plus souvent avec le groupe, jusqu'à devenir un membre à part entière. Il décède malheureusement le 29 mars 2014, à 33 ans, des suites d'une longue maladie. Après 18 ans de carrière, la chanteuse du groupe Nanou se retire, cédant sa place à sa fille Célia. 
En 2016, le groupe fête ses 20 ans et sort à cette occasion un 9e album original, Stella Nova,  financé grâce au crowdfunding, et distribué fin avril 2017 aux donateurs. Pour célébrer la musique live, le Jim Murple Memorial joue son nouveau spectacle à l'occasion d'une tournée anniversaire intitulée « Jim Murple Memorial fête ses 20 ans », qui passe notamment par La Maroquinerie à Paris le 18 mai 2017.
En 2020, Jim Murple Memorial sort un nouvel album, baptisé 4, parce qu'enregistré avec quatre chanteuses : Nina Dallaine, sa sœur Célia, Ellen Birath et Marie (alias Bobbie).

## Style musical
Le style musical du groupe mêle « rhythm and blues jamaïcain » (du titre de leur premier album sorti en 1998), soul, rocksteady, ska, blues et jazz, 

## Membres
- Nina Dallaine – chant
- Marie Herbault – chant
- Ellen Birath – chant
- Romain Dallaine – batterie, anciennement à la guitare acoustique
- Alban Le Goff – claviers
- Xavier Bizouard – saxophone ténor
- Vincent Echard – trompette
- Pascal Blanchier – contrebasse
- Thomas Schutte – guitare électrique
- Bruno Vincent – ingénieur du son

### Galerie

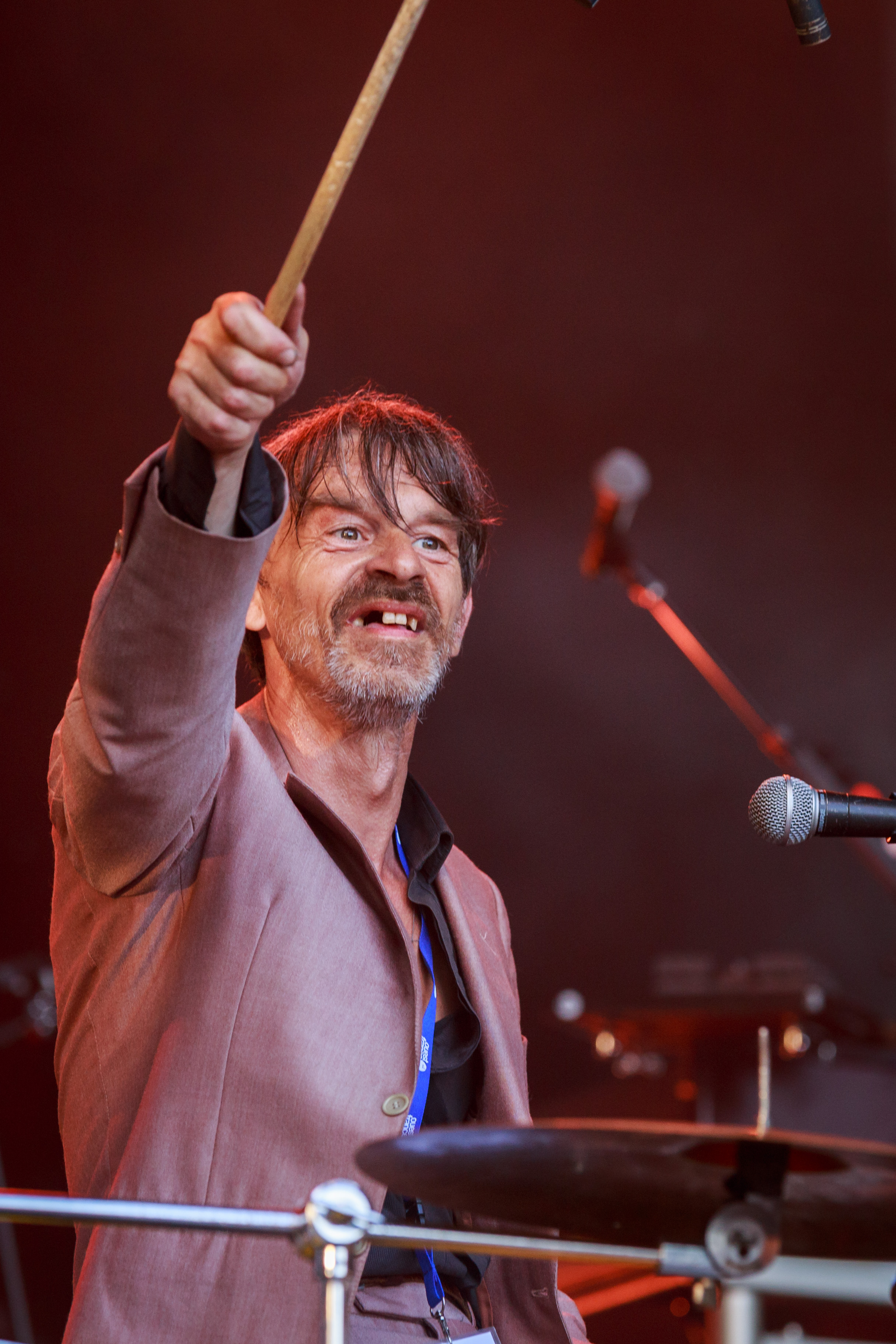
Romain Dallaine.
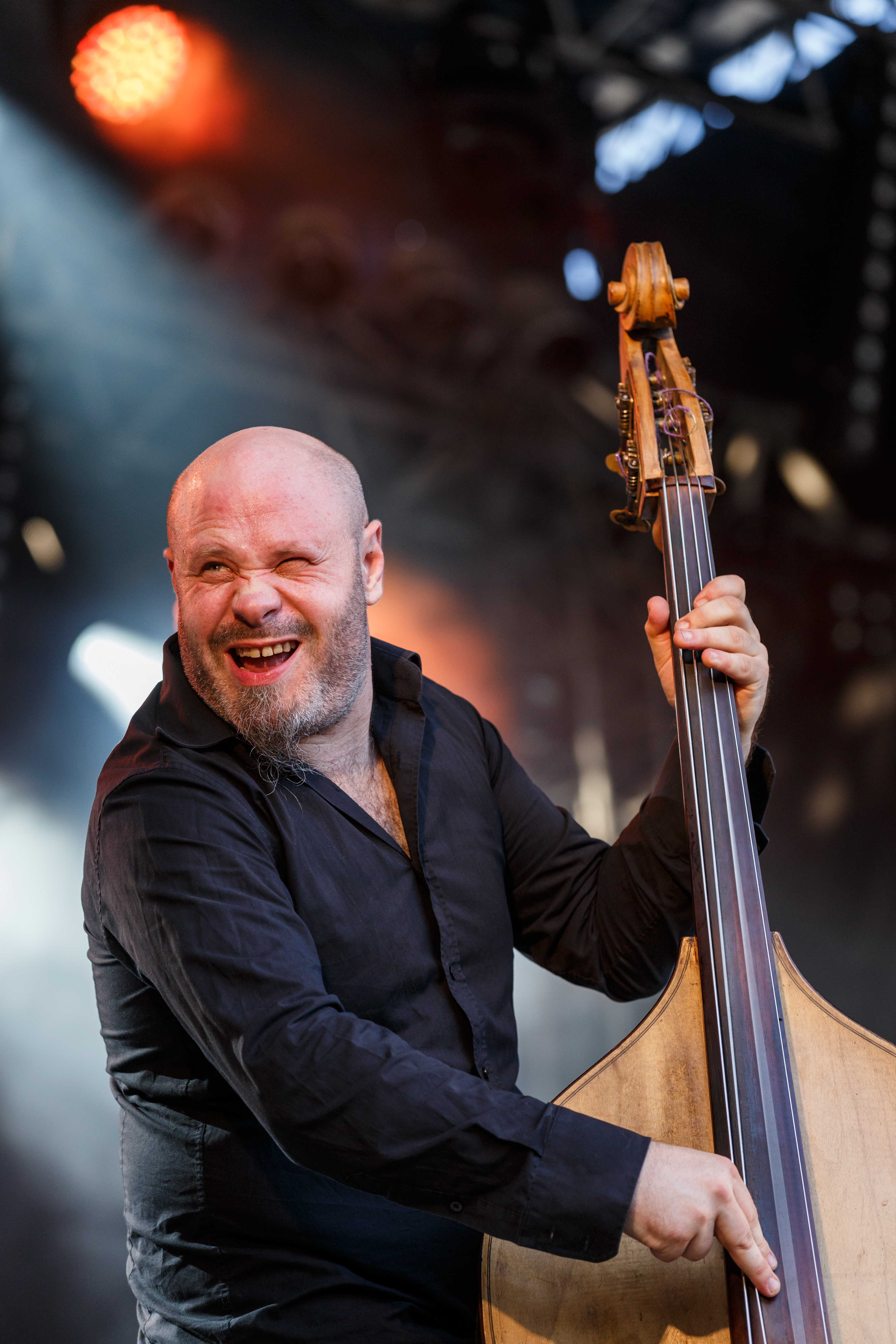
Julien Gebenholtz.
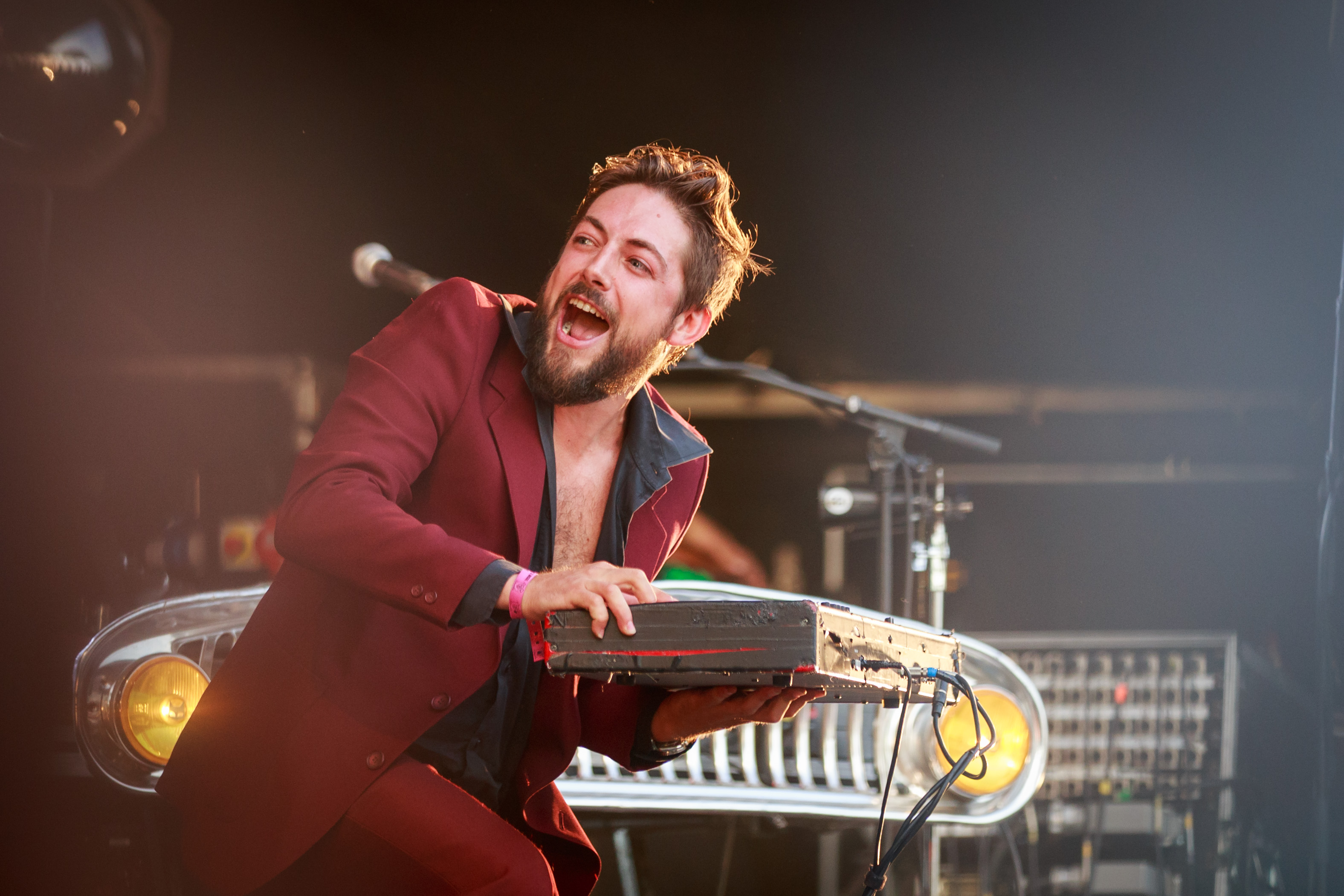
Alban Le Goff.
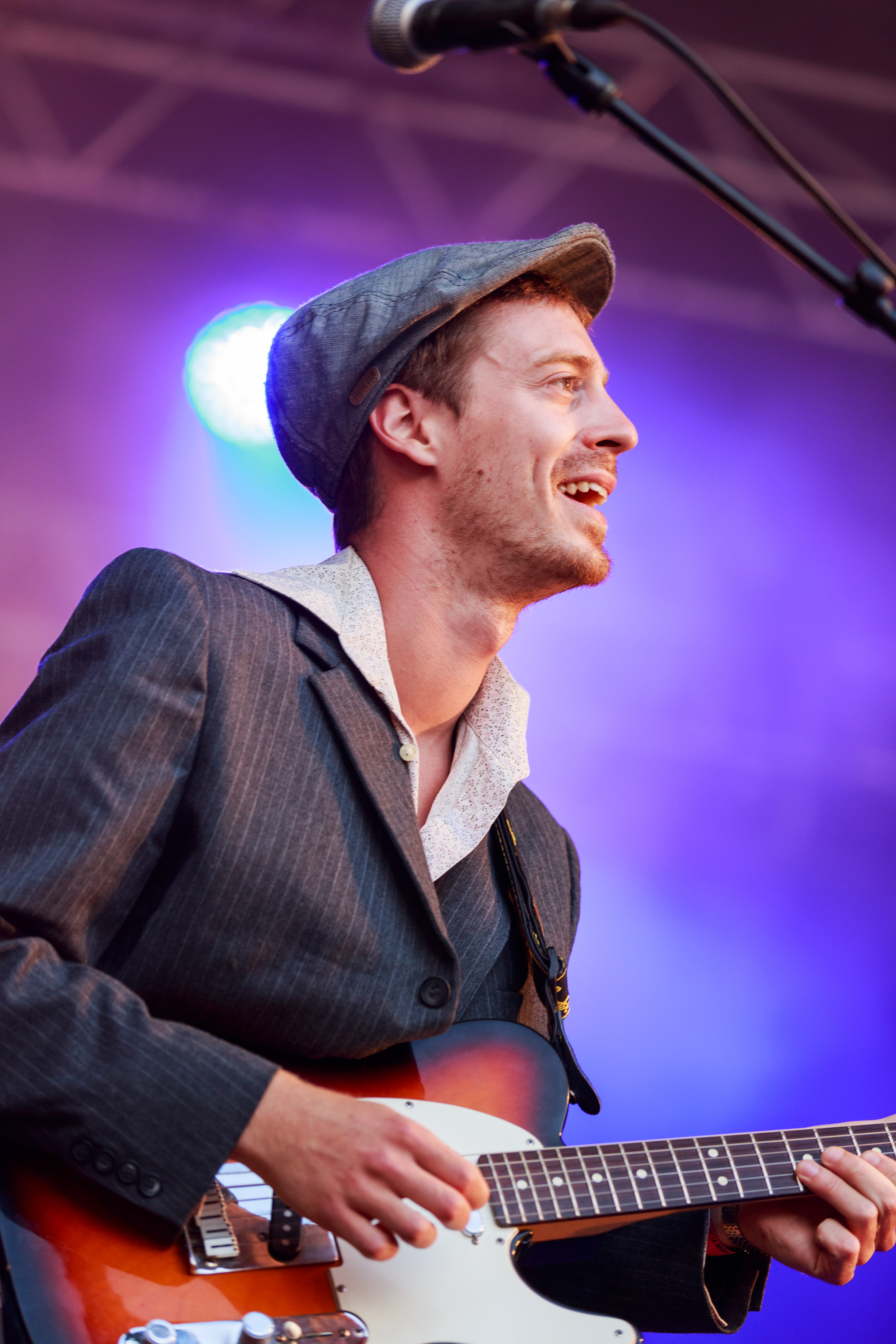
Thomas Schutte.
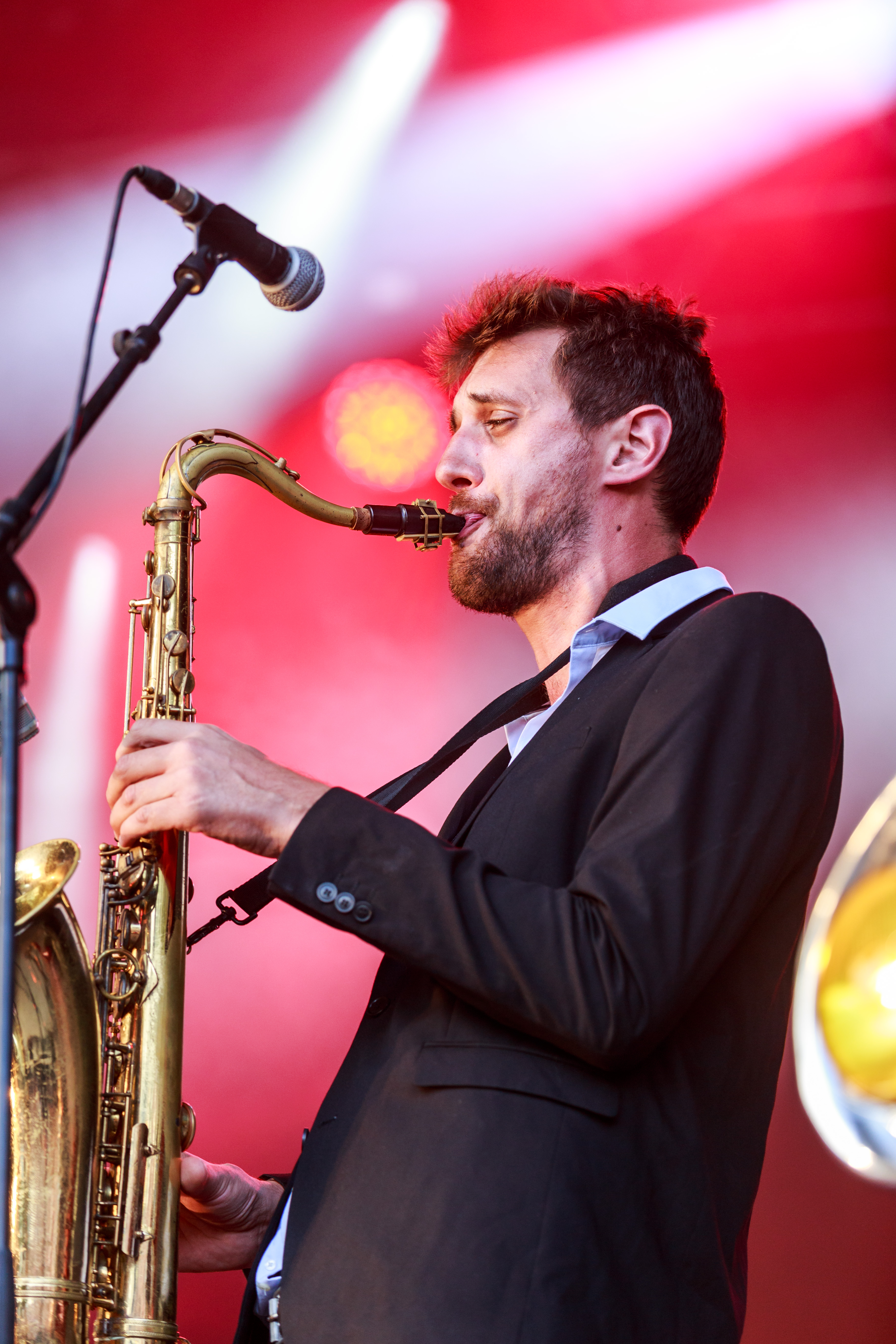
Xavier Bizouard.
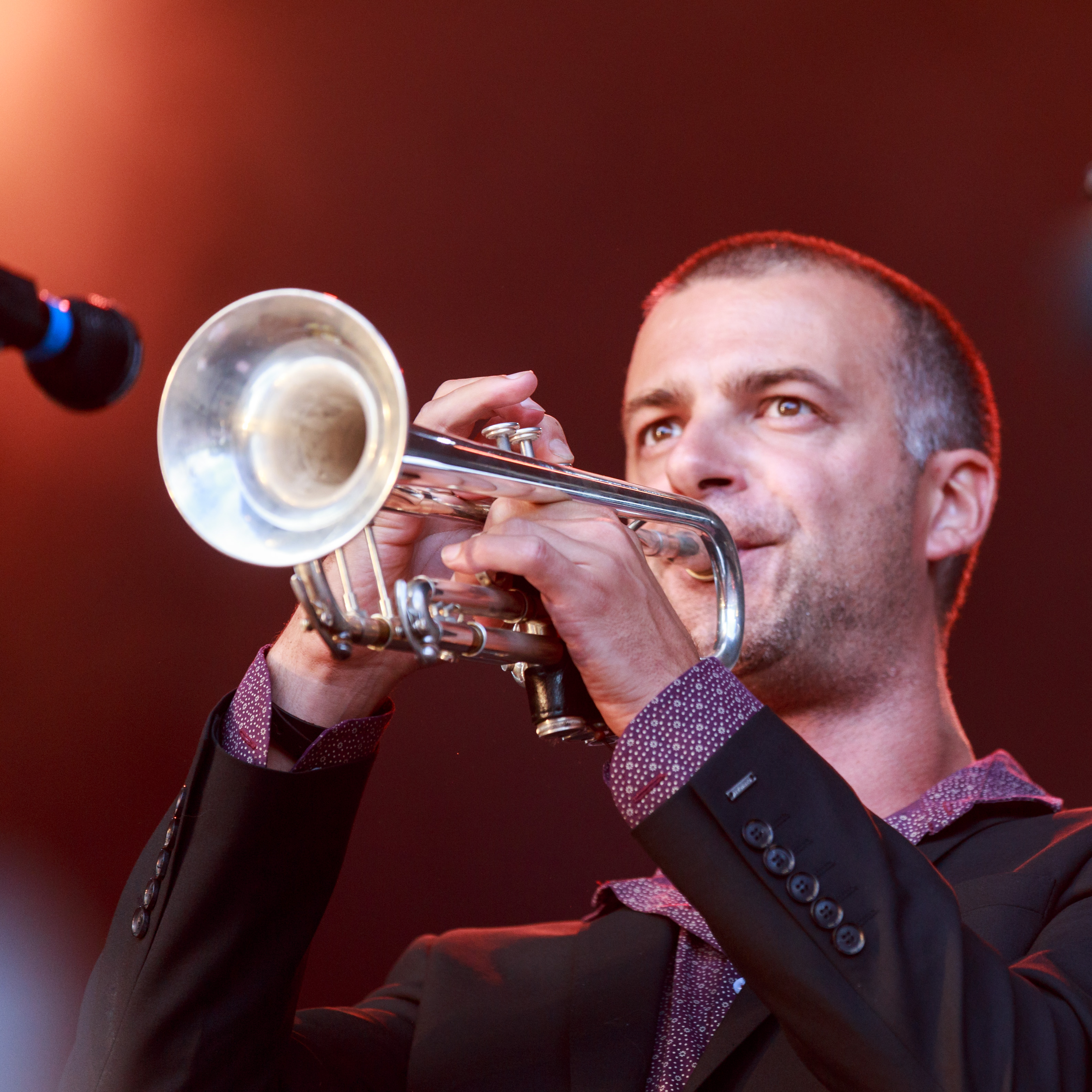
Vincent Echard.

## Discographie

### Albums studio
- 1998 : Rythm'n'Blues Jamaïcain[2]
- 1999 : The Story of Jim Murple Memorial[2]
- 2001 : Play the Roots
- 2003 : Let's Spend some Love
- 2005 : Five'n'Yellow[13]
- 2007 : Put Things Right ![14]
- 2008 : Spapadoo-Hey ! Spadoo-Oh ! (compilation, uniquement sur disque vinyle)[15]
- 2010 : À la recherche d'un son perdu[16]
- 2013 : Take Tour Flight, Jim ![17]
- 2017 : Stella Nova[10]
- 2020 : 4